# Patrimoni dell'umanità di Capo Verde
I patrimoni dell'umanità di Capo Verde sono i siti dichiarati dall'UNESCO come patrimonio dell'umanità a Capo Verde, che è divenuto parte contraente della Convenzione sul patrimonio dell'umanità il 28 aprile 1988.
Al 2022 un solo sito è iscritto nella Lista dei patrimoni dell'umanità: Cidade Velha, centro storico di Ribeira Grande, scelta nel 2009 in occasione della trentatreesima sessione del comitato del patrimonio mondiale. Otto sono invece le candidature per nuove iscrizioni.

## Siti del Patrimonio mondiale
| Foto | Sito                                           | Luogo        | Tipo                          | Anno | Descrizione |
| ---- | ---------------------------------------------- | ------------ | ----------------------------- | ---- | --- |
|      | Cidade Velha, centro storico di Ribeira Grande | Cidade Velha | Culturale (1310; ii, iii, vi) | 2009 | La città di Ribeira Grande, ribattezzata Cidade Velha alla fine del XVIII secolo, fu il primo avamposto coloniale europeo ai tropici. Situata nel sud dell'isola di Santiago, la città presenta alcuni dei resti impressionanti della disposizione stradale originale, tra cui due chiese, una fortezza reale e Piazza della Gogna con il suo pilastro di marmo decorato del XVI secolo. |

## Siti candidati
| Foto | Sito                                                                                | Luogo                                                                       | Tipo                      | Anno       | Descrizione |
| ---- | ----------------------------------------------------------------------------------- | --------------------------------------------------------------------------- | ------------------------- | ---------- | --- |
|      | Centro storico di Nova Sintra                                                       | Nova Sintra                                                                 | Culturale (6099; iv, vi)  | 15/03/2016 | La città di Nova Sintra, sulla piccola isola di Brava, rimane viva nel tempo come vestigia di uno stile di vita semi-rurale tradizionale, caratterizzato da case del XIX secolo immerse in giardini coltivati con finalità di sussistenza e un impianto urbano adattato ai giardini e al paesaggio boscoso. |
|      | Parco naturale di Fogo - Chã das Caldeiras                                          | Contea di Mosteiros, Contea di Santa Catarina do Fogo, Contea di São Filipe | Naturale (6100; viii, x)  | 15/03/2016 | Il Parco naturale di Fogo si trova nella parte centrale dell'isola di Fogo ed è costituito dal vulcano, dal cratere, dalla Bordeira (bastione montuoso) e dal perimetro della foresta di Monte Velha. Il vulcano Pico do Fogo, che dà il nome a quest'isola, si trova a 2829 metri sul livello del mare ed è il punto più alto di Capo Verde. Il vulcano è ancora attivo, con una caldera di 8 km di diametro e un'apertura ad est. La scarpata che delimita il fondo della caldera ha una pendenza quasi verticale che raggiunge i 1000 metri nel punto più alto. All'interno della Bordeira sono presenti molte fessure alcune delle quali collegate a coni avventizi all'esterno. |
|      | Complesso di aree protette dell'isola di Santa Luzia e degli isolotti Branco e Raso | Santa Luzia                                                                 | Naturale (6101; ix, x)    | 15/03/2016 | Il complesso delle aree protette di Santa Luzia e degli isolotti Branco e Raso è costituito dalla Riserva naturale di Santa Luzia e dalla Riserva integrale degli isolotti di Branco e Raso. Queste isole, scoperte nel 1461 dai portoghesi, sono sempre state disabitate ad eccezione di Santa Luzia che fu abitata per un periodo tra il XIX e la prima metà del XX secolo. Successivamente, altri tentativi di popolare l'isola ebbero luogo senza successo. |
|      | Campo di concentramento di Tarrafal                                                 | Tarrafal                                                                    | Culturale (6102; iii, vi) | 15/03/2016 | Il campo di concentramento di Tarrafal è radicato nelle menti di portoghesi, angolani, guineani e capoverdiani come il campo di "morte lenta" o di "morte". Per più di trent'anni di attività è servito a praticare i crimini più efferati, lasciando cicatrici fisiche e psicologiche irreversibili in coloro che si opposero con coraggio all'ordine politico e sociale esistente dell'Estado Novo (dittatura portoghese). Questa era la soluzione propugnata dal regime di Salazar e da altri regimi totalitari emersi in Europa nella prima metà del XX secolo. |
|      | Centro storico di Praia                                                             | Praia                                                                       | Culturale (6103; ii)      | 15/03/2016 | Il centro storico di Praia corrisponde ad un primitivo centro abitato di 15 ha di superficie, posto sull'altopiano naturalmente fortificato di Santa Maria da Vitoria, prospiciente il porto omonimo, dove fu insediata la città. Considerata fin dai suoi inizi un sito militare strategico, questa posizione consentiva il controllo delle attività marittime e commerciali della regione. Il sito, testimonianza del passato coloniale di Capo Verde, è costituito da molte infrastrutture amministrative, militari e religiose ben conservate confinate in questo piccolo spazio.                                                                                                |
|      | Centro storico di São Filipe                                                        | São Filipe                                                                  | Culturale (6104; iv, vi)  | 15/03/2016 | La produzione agricola e l'esportazione hanno permesso l'arricchimento di un'élite locale, con importanti ripercussioni sugli edifici urbani di São Filipe, come la costruzione di case tipo sobrados. L'area urbana iniziò ad ampliarsi dalla chiesa parrocchiale, edificata nel 1849, con il 70% delle case risalenti al XIX secolo. Le famiglie proprietarie di queste case sobrados manifestavano il loro status attraverso le celebrazioni a carattere sincretico dette bandirona (grandi bandiere), che avevano lo scopo di legittimare il potere e l'affermazione sociale di questa élite.                                                                                    |
|      | Parco naturale Cova-Paul-Ribeira da Torre                                           | Contea di Paul, Contea di Porto Novo, Contea di Ribeira Grande              | Misto (6105; v, vii, x)   | 15/03/2016 | Il parco è dominato nelle zone più alte (oltre i 1000 m) da un cratere vulcanico (Cova), da aree forestali di Pinus, Eucalyptus e Grevillea, da ripide vette e zone e da scogliere che terminano in profonde vallate a picco sul mare (Ribeira da Torre e Ribeira do Paul). Il microclima esistente nel sito presenta una combinazione di fattori come l'altitudine, l'esposizione di pendii o versanti e precipitazioni nascoste che favoriscono lo sviluppo di varie piante, in particolare vegetazione autoctona e colture agricole. |
|      | Saline di Pedra de Lume                                                             | Pedra de Lume                                                               | Misto (6106; v, vii)      | 15/03/2016 | La salina si trova nella parte nord-est dell'isola di Sal, comprendendo una superficie di 40 ettari. La particolarità del sito è la sua formazione nel cratere di un vulcano spento a 39 metri sul livello del mare e a 1500 metri da una baia protetta. In passato il cratere era in contatto con il mare sul suo lato settentrionale attraverso canali naturali che permettevano infiltrazioni d'acqua. A causa dell'evaporazione di quest'acqua si è formato un deposito di salgemma stimato in oltre cinquanta milioni di tonnellate. |